# Richard Heintz
Richard Heintz (Herstal, 25 ottobre 1871 – Sy, 26 maggio 1929) è stato un pittore e incisore belga.
Artista post-impressionista, aderì alla corrente luminista. Come pittore fu abile sia nella pittura ad olio che nell'acquarello, come incisore si distinse per le sue splendide acqueforti.

Soprannominato il "Maestro di Sy" e anche il "Maestro senza scuola", fu il pittore paesaggista del massiccio delle Ardenne e può essere considerato come uno
dei maggiori artisti di Liegi della sua generazione.

## Biografia

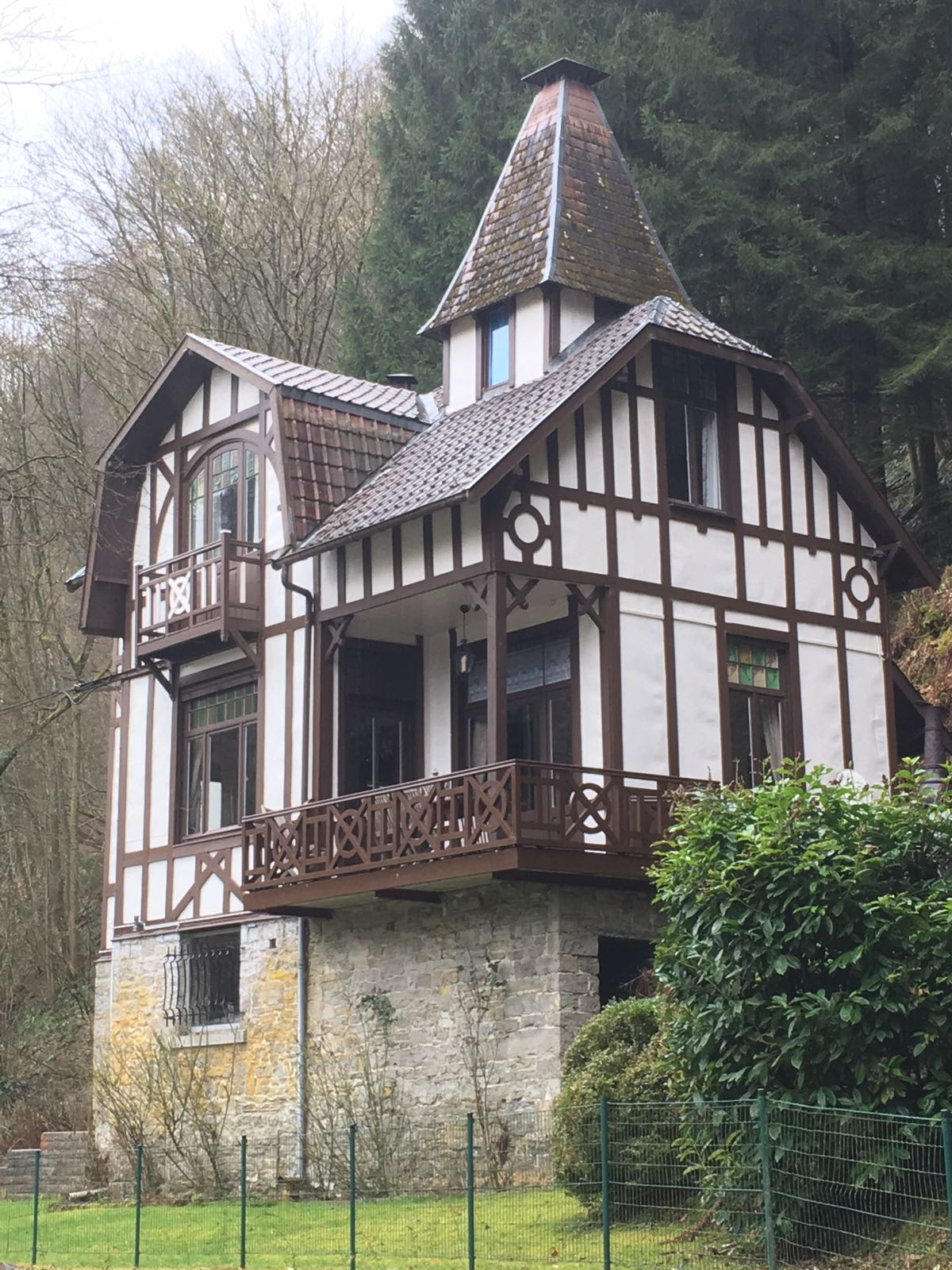
Casa di Richard Heintz a Verleine sur Ourthe

Richard Heintz visse con la famiglia dapprima a Liegi, quindi a Gand, dove apprese il dialetto fiammingo con suo cugino acquarellista e acquafortista. Nel 1886 entrò nell'"Accademia di Gand". Si iscrisse in seguito all'"Accademia reale di belle arti di Liegi" dove non terminò gli studi ma fu allievo di Adrien de Witte e di Émile Delperée. 
Dal 1906 al 1912 visse e studiò a Roma, grazie ad una borsa di studio della fondazione Lambert Darchis. Tornato in patria, si stabilì a Sy e s'impegnò 
particolarmente nel lavoro dipingendo senza sosta. Espose in compagnia di Luc Lafnet e di Margueritte Radoux, frequentò Léon Philippet e Georges Petit alla Fondazione Darchis a Roma.
Nel 1926, ormai cinquantacinquenne, sposò Madeleine Orban e visse con lei a Nassogne per soli tre anni, cioè fino alla sua morte.

Richard Heintz morì infatti all'improvviso, a 58 anni, sulla riva dell'Ourthe, ai piedi del roccione detto "del Sabot" sulla sponda destra del fiume, che fa parte del comune di Tohogne. Una targa commemorativa fu apposta in quel luogo. Tuttavia l'atto di morte fu registrato nel comune di Sy.
Heintz non fu mai un docente di pittura, ma ebbe una grande influenza su un notevole numero di pittori paesaggisti belgi. A cominciare da Fernand Ponthier e dal suo fedele amico Aristide Capelle.

Il suo grande rivale durante tutta la vita fu Xavier Wurth, altro esponente prestigioso della scuola paesaggistica di Liegi.

## Opere
- 1892 - La ferme, collezione privata.
- 1893 - Le séchage du  linge, collezione privata.
- 1894 - Durante il soggiorno a Tegernsee, in compagnia dello scrittore Paul Gérardy:
  - Sous-bois (après la pluie), Sauheid, collezione privata.
  - Fermette, collezione privata.
  - Paysage a Tegernsee., acquarello.
  - Le vol d'oies a Tegernsee, collezione privata.
  - Matin, brouillard, Sy, collezione privata.
- 1895 - Impression. Effet de neige par une belle journée de février 1895 (Vue prise à Sy), collezione privata.
- 1896 - Colonstère-Impression, collezione privata.
- 1897:
  - Horizons, collezione privata.
  - Strivay près d'Esneux, collezione privata.
- 1899: 
  - Sous-bois-1899, collezione privata.
  - Neige à Sy, collezione privata.
- 1900: 
  - Le moulin de Rothem, collezione privata.
  - Dégel au bois d'Angleur, collezione privata.
  - Neige à Sy, collezione privata.
- 1902:
  - Vallée, collezione privata.
  - L'église de Verlaine, collezione privata.
  - L'église
- 1903 - Le rocher du Sabot à Sy, collezione privata.
- 1904 - L'Ourthe à Hamoir-Lassus, collezione privata.
- 1905:
  - Liège - Exposition du 1905, collezione privata.
  - La Roche Noire à Sy, al Museo di belle arti di Liegi.
- 1906 - Sy-1906, collezione privata.
- 1907, agosto - San Giovanni del Toro (Ravello), collezione privata.
- 1908:
  - La "piazzetta" de Venise, collezione privata.
  - Le palais des doges à Venise, al Museo di belle arti di Liegi.
- 1913:
  - Les grandes eaux à la roche noire, Sy-hiver, 1913, collezione privata.
  - Ortho, collezione privata.
- 1914:
  - Inondation à Sy en 1914, collezione privata.
  - La maison Sarton à Our, collezione privata.
- 1915 - Vers le soir, Sy, collezione privata.
- 1916:
  - Effet de soir à Sy, collezione privata.
  - Chaumière à La Gotale, collezione privata.
  - À Lesse, collezione privata.
  - À Bra s/Lienne, collezione G. Anciaux.
- 1917 - Paysage des Fagnes, collezione privata.
- 1918 - Matin d'avril à Hony, collezione privata.
- 1919 - La ferme, collezione privata.
- 1921 - Portrait d'Aristide Capelle.
- 1922 - Crépuscule, Chiny-novembre 1922, collezione privata.
- 1923 - La roche aux corneilles à Sy, collezione privata.
- 1925:
  - Sy, collezione privata.
  - Matin à Sy, collezione privata.
  - La Roche noire, collezione privata.
  - Le rocher du Sabot à Sy, collezione G. Anciaux.
- 1926, febbraio - Le cap Ferrat, collezione privata.
  - La maison d'un belge à Catignac, collezione privata.
- 1927 - Brouillard et givre, al Museo di belle arti di Liegi.
- 1928:
  - La Roche Noire, al Museo di belle arti di Liegi.
  - La chaumière Mathieu à Sy, collezione privata.
  - La Lesse à Transinne, collezione privata.
  - La ferme Colas à Nassogne-janvier 1928, collezione privata.
- 1929 - Printemps à Sy

## Galleria d'immagini

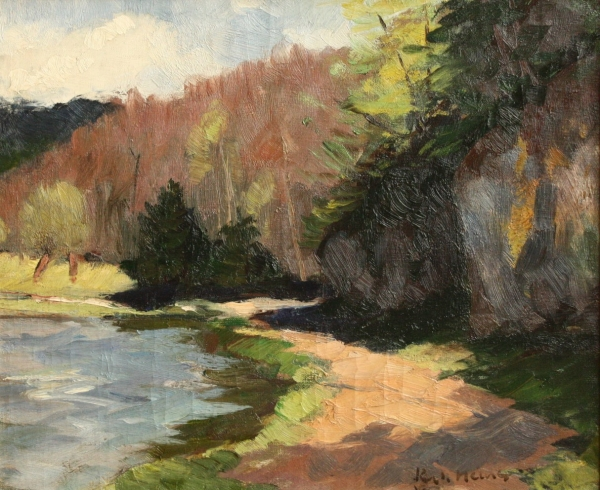
La roccia dello zoccolo a Sy
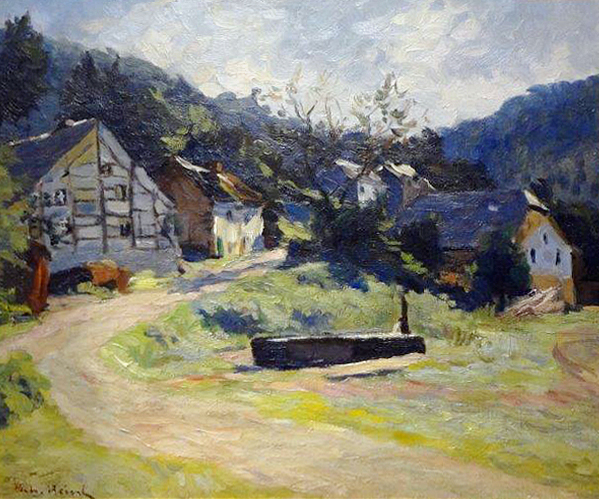
Lesse, 1916
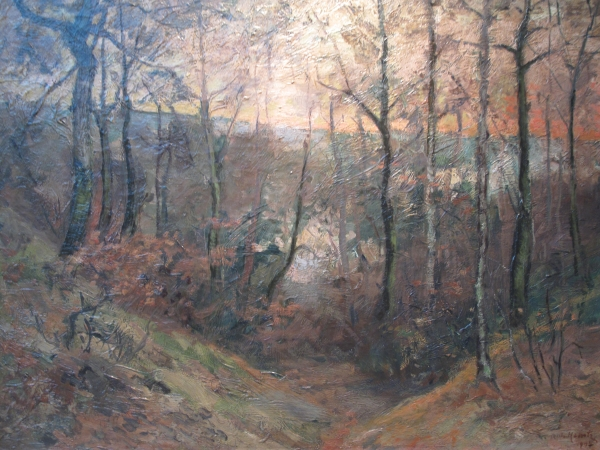
La Meuse vista da Start-Tilman
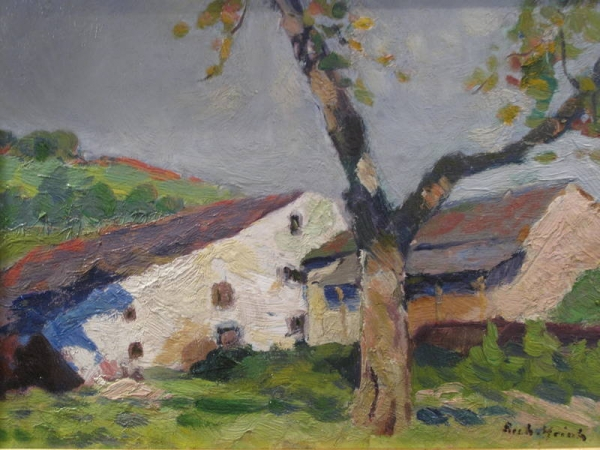
Lesse. Una fattoria
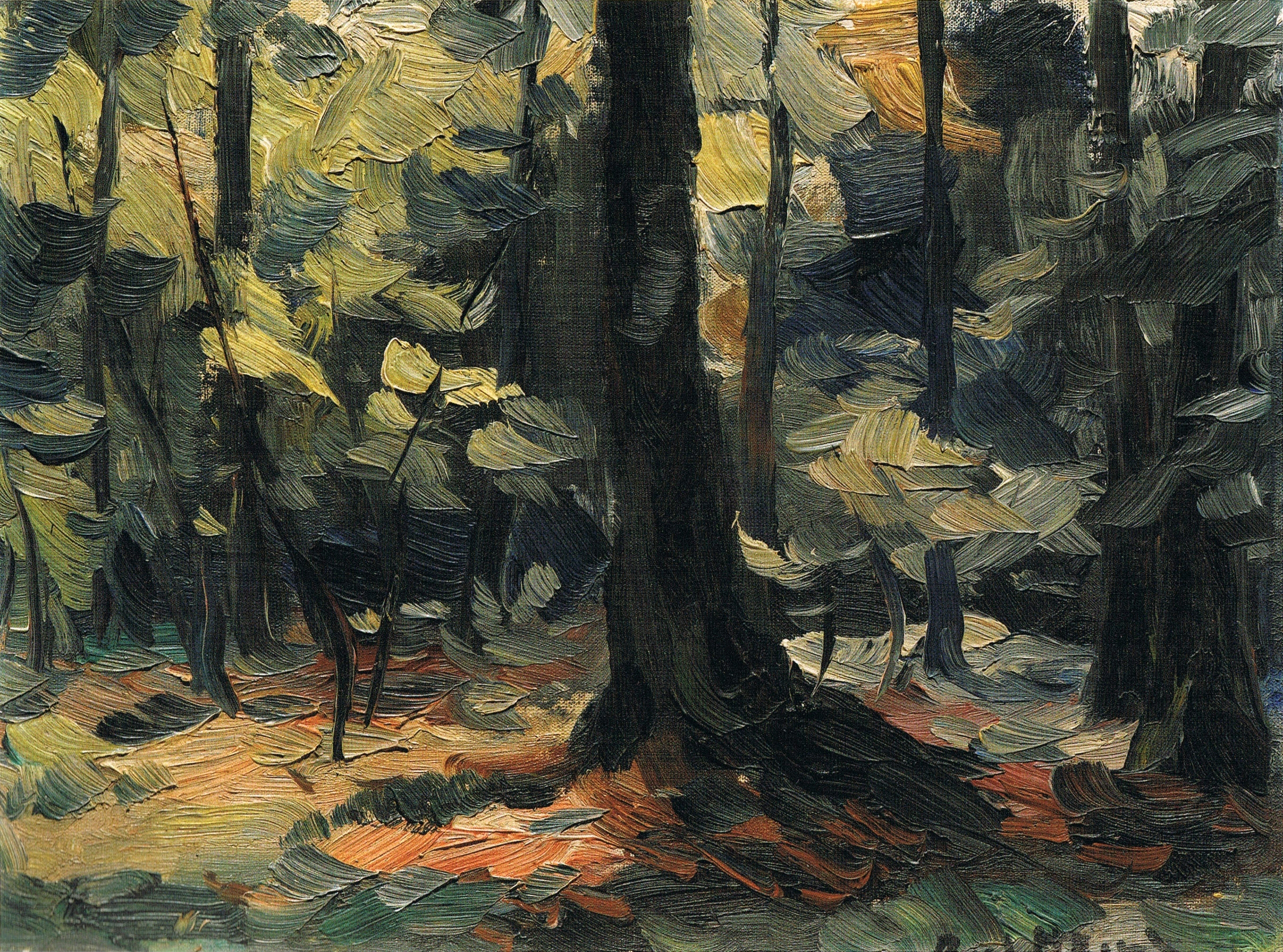
Vento nel bosco a Nassogne

## Riconoscimenti
- Rue Richard Heintz, a Herstal.
- Rue Richard Heintz, a Liegi.
- Rue Richard Heintz, a Nassogne.
- Rue Richard Heintz, a Sy.
- Monumento a Richard Heintz, a Sy
- Targa commemorativa della sua casa natale, al Museo comunale di Herstal.
- Targa commemorativa sulla casa dove visse, in rue Richard Heintz, a Nassogne.
- Targa commemorativa alla roccia "du Sabot", a Tohogne.
- Busto di Richard Heintz, opera dello scultore Louis Dupont al Museo dell'Arte wallone, Liegi.